# ماکسیم چودوف
ماکسیم چودوف (روسی: Максим Александрович Чудов؛ زادهٔ ۱۲ نوامبر ۱۹۸۲) ورزشکار دوگانه اهل روسیه است.